# Урюмское сельское поселение (Татарстан)
Урюмское се́льское поселе́ние — муниципальное образование в Тетюшском районе Татарстана Российской Федерации.
Административный центр — село Пролей-Каша.

## История
Статус и границы сельского поселения установлены Законом Республики Татарстан от 31 января 2005 года № 41-ЗРТ «Об установлении границ территорий и статусе муниципального образования "Тетюшский муниципальный район" и муниципальных образований в его составе».

## Население
| 2010  | 2011  | 2012 | 2013 | 2014  | 2015  | 2016  |
| ----- | ----- | ---- | ---- | ----- | ----- | ----- |
| 577   | ↘572  | ↘551 | ↘544 | ↗1247 | ↘1216 | ↘1197 |
| 2017  | 2018  |      |      |       |       |       |
| ↘1179 | ↘1142 |      |      |       |       |       |

## Состав сельского поселения
| № | Населённый пункт | Тип населённого пункта       | Население |
| - | ---------------- | ---------------------------- | --------- |
| 1 | Богдашкино       | село                         | ↘299      |
| 2 | Ивановка         | деревня                      |           |
| 3 | Кашка            | село                         |           |
| 4 | Пищемар          | посёлок                      |           |
| 5 | Пролей-Каша      | село, административный центр |           |
| 6 | Урюм             | село                         |           |